# Vanessa Fernandes
Pour les articles homonymes, voir Fernandes.
Vanessa de Sousa Fernandes née le 14 septembre 1985 à Perosinho, Vila Nova de Gaia, au Portugal, est une triathlète professionnelle. Championne du monde de triathlon et de duathlon, médaillée d'argent aux Jeux olympiques de Pékin.

## Biographie
Vanessa Fernandes est la fille de l'ancien cycliste Venceslau Fernandes, vainqueur du Tour du Portugal en 1984.
Elle devient championne du monde de triathlon en 2007 et quintuple championne d'Europe de triathlon : 2004 à 2008. Elle a également gagné vingt épreuves de Coupe du monde (Madrid 2003, Madrid et Rio 2004, Mazatlán Madrid Pékin et New-Plymouth 2005, Aqaba Mazatlán Madrid Pékin Corner-Brook et Hambourg 2006, Ishigaki Lisbonne Pékin Salford Rhodes et Madrid 2007, Madrid 2008), ce qui la met en 2014 au premier rang en coupe du monde devant l'Australienne Emma Carney.
En 2008, aux Jeux olympiques de Pékin, elle termine la course en seconde position, devenant ainsi la première Portugaise à obtenir une médaille olympique dans cette discipline.
Vanessa Fernandes est faite officier de l'Ordre du Mérite portugais le 8 mars 2004. Elle participe également à des compétitions de cyclisme sur route.

## Palmarès en triathlon
Le tableau présente les résultats les plus significatifs (podium) obtenus sur le circuit international de triathlon depuis 2004.

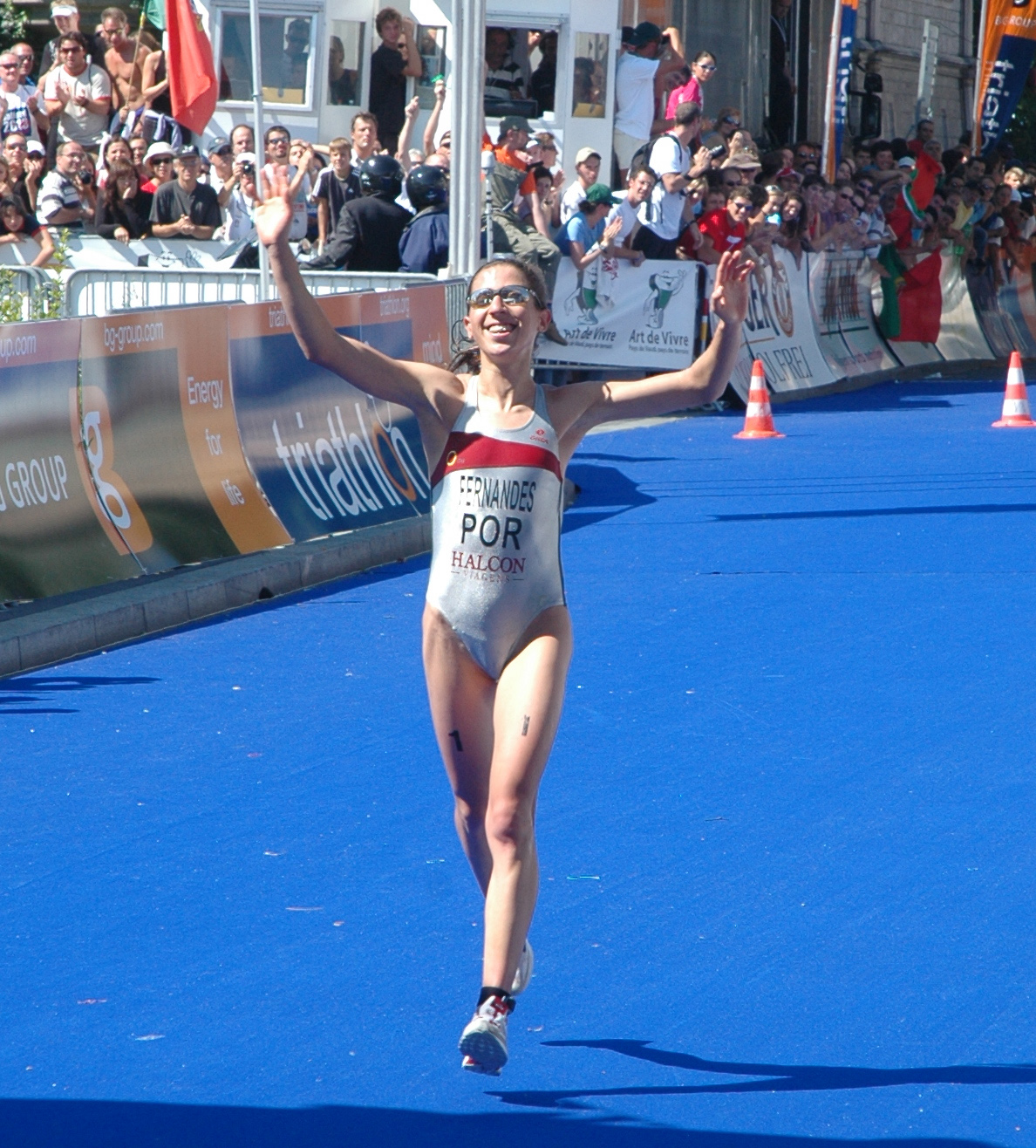
Vanessa Fernandes au championnat du monde 2006 à Lausanne

| Année | Compétition                           | Pays      | Position      | Temps           |
| ----- | ------------------------------------- | --------- | ------------- | --------------- |
| 2017  | Ironman 70.3 Cascais                  | Portugal  | Médaille d'or | 4 h 33 min 12 s |
| 2010  | Coupe d'Europe - Étape de Quarteira - | Portugal  | Médaille d'or | 2 h 3 min 45 s  |
| 2009  | Championnat d'Europe                  | Pays-Bas  |               | 1 h 56 min 32 s |
| 2008  | Jeux olympiques - Pékin               | Chine     |               | 1 h 59 min 34 s |
| 2008  | Championnat d'Europe                  | Portugal  |               | 2 h 5 min 46 s  |
| 2008  | Championnat du monde de duathlon      | Italie    |               | 2 h 0 min 51 s  |
| 2007  | Coupe du monde - Classement Général   |           |               |                 |
| 2007  | Championnat du monde                  | Allemagne |               | 1 h 53 min 27 s |
| 2007  | Championnat d'Europe                  | Danemark  |               | 2 h 2 min 36 s  |
| 2007  | Championnat du monde de duathlon      | Suisse    |               | 1 h 54 min 6 s  |
| 2006  | Coupe du monde - Classement Général   |           |               |                 |
| 2006  | Championnat d'Europe                  | France    |               | 2 h 10 min 41 s |
| 2006  | Championnat du monde                  | Suisse    |               | 2 h 4 min 48 s  |
| 2006  | Championnats d'Europe de duathlon     | Italie    |               | 2 h 3 min 27 s  |
| 2005  | Coupe du monde - Classement Général   |           |               |                 |
| 2005  | Championnat d'Europe                  | Suisse    |               | 2 h 7 min 39 s  |
| 2004  | Championnat d'Europe                  | Espagne   |               | 1 h 56 min 51 s |

## Palmarès en cyclisme
- 2010
  -  Championne du Portugal sur route
  -  Championne du Portugal du contre-la-montre